# Échenon
Échenon é uma comuna francesa na região administrativa da Borgonha-Franco-Condado, no departamento de Côte-d'Or. Estende-se por uma área de 10,55 km². Em 2010 a comuna tinha 797 habitantes (densidade: 75,5 hab./km²).